# 朝鲜蒲儿根
朝鲜蒲儿根（学名：[Sinosenecio koreanus] 错误：{{Lang}}：文本有斜体标记（帮助））为菊科蒲儿根属的植物。分布于朝鲜以及中国大陆的吉林等地，多生于林下阴湿处，目前尚未由人工引种栽培。